# Тайны Бургундского двора
«Тайны Бургундского двора» (оригинальное название: Le miracle des loups в переводе с фр. — «Чудо волков») — историко-приключенческий романтический художественный фильм совместного производства Франции и Италии, поставленный в 1961 году режиссёром Андре Юнебелем по роману Анри Дюпуи-Мазуэля «Чудо волков», ремейк одноимённого немого фильма 1924 года (режиссёр Раймон Бернар).
Премьера фильма состоялась 6 сентября 1961 года.

## Сюжет
Действие происходит во время противостояния Людовика XI, короля Франции в 1461—1483 годы, и Карла Смелого, герцога Бургундии.
1465 год. Дижон. Рыцарские турниры, балы, охота, праздники… Миролюбивый и дипломатичный Людовик XI стремится к примирению, несмотря на воинственность герцога и вероломство предателя графа де Сенака. Замысел короля состоит в том, чтобы выдать свою крестницу, графиню Жанну де Бовэ, за герцога Бургундии, который питает к ней склонность. Но Жанна влюблена в шевалье Робера де Невиля.
Герцог сначала подстраивает поражение де Невиля на рыцарском турнире во славу короля (де Сенак подрезает подпругу седла де Невиля, и тот падает с лошади), затем подсылает наёмных убийц к де Невилю, а затем обманом похищает Жанну и заключает в одном из своих замков. Чудом спасшийся де Невиль, вылечившись от ран, собирает отряд единомышленников. Он проникает в замок герцога под видом бродячего жонглёра и циркового борца и освобождает графиню.
В это время герцог Бургундский намеревается свергнуть короля, но его коварные планы разрушает всё тот же отважный шевалье де Невиль, побеждающий предателя де Сенака в рыцарском поединке в финале картины.

## В ролях
- Жан Маре — шевалье Робер де Невиль (Советский дубляж — Лев Жуков)
- Розанна Скьяффино — графиня Жанна де Бовэ (Советский дубляж — Елена Павловская)
- Роже Анен — Карл Смелый, герцог Бургундии (Советский дубляж — Павел Кашлаков)
- Жан-Луи Барро — Людовик XI, король Франции (Советский дубляж — Олег Борисов)
- Ги Делорм — граф де Сенак (Советский дубляж — Гелий Сысоев)
- Анни Андрерссон — Катрин дю Тилэ, приближённая Жанны
- Луи Арбессье — граф д’Эслен
- Рафаэль Альбер-Ламбер — фаворит герцога Бургундского
- Рауль Бильерей — Жером
- Жорж Ликан — сир де Гаврёй
- Пьер Пальфрей — Матьё
- Жан Ланье — епископ
- Бернар Мюссон — епископ
- Жак Сейлер — глашатай

## Съёмочная группа
- Режиссёр: Андре Юнебелль
- Авторы сценария: Пьер Фуко, Жан Ален
- Оператор: Марсель Гриньон
- Композитор: Жан Марион
- Художник: Мирей Лейде
- Художник по костюмам: Жорж Леви
- Бои и каскадёры под управлением Клода Карлье